# Péroké
Péroké, eerder Sherwood's Revenge, Jungle Star en Turbo Lift, is een attractie in het Franse familiepretpark "La Mer de Sable". Eerder was de attractie te vinden in Walibi Holland, nog daarvoor in Walibi Rhône-Alpes, in Walibi Belgium en in zijn bouwjaar op de Tilburgse Kermis.

## Details en geschiedenis
Péroké is een Tri Star, gebouwd in 1977 door het Duitse bedrijf HUSS Park Attractions.
De attractie heette oorspronkelijk Turbo Lift en was in het bezit van de Nederlandse foorkramer Michel Ropers, die er in 1977 mee op de Tilburgse Kermis stond. In 1978 verkocht hij de attractie aan Walibi Belgium (toen nog gewoon Walibi), waar hij onder dezelfde naam opende in de buurt van het reuzenrad. De attractie stond er tot in 1984.
De Tri Star werd daarna in de jaren 80 heropgebouwd in Walibi Rhône-Alpes (tot 1988 Avenir Land geheten). Daar stond ze tot in de jaren 1990, waarna ze in 1995 naar Walibi Holland (toen Walibi Flevo) verhuisde.
De attractie was in Walibi Flevo eerst gesitueerd in Zanzibar, de afrikaanse themazone onder de naam Jungle Star. In 2000, werd de naam veranderd in Sherwood's Revenge en werd de naam van het themagebied veranderd in Sherwood Forest. In 2006 werd de attractie daar afgebroken en verplaatst naar La Mer de Sable, omdat de attractie in Walibi Holland niet populair genoeg meer was. Daar opende ze in 2007 onder de naam Péroké.
Afbeeldingen · Lijst van attracties
Afbeeldingen · Geschiedenis van Walibi Belgium